# Kemama
A Kemama Benny Cristo cseh énekes dala, mellyel Csehországot képviselte volna a 2020-as Eurovíziós Dalfesztiválon, Rotterdamban. A dal 2020. február 3-án a cseh nemzeti döntőben, a Eurovision Song CZ-ben megszerzett győzelemmel érdemelte ki a dalversenyen való indulás jogát.

## Eurovíziós Dalfesztivál
2020. január 20-án vált hivatalossá, hogy az énekes alábbi dala is bekerült a 2020-as Eurovision Song CZ elnevezésű nemzeti döntő mezőnyébe. A dal hivatalosan január 20-án jelent meg, majd február 3-án megnyerte a nemzeti döntőt, ahol a zsűri és nézői szavazatok együttese alakította ki a végeredményt. Előbbinél a második, utóbbinál az első helyen végzett, így összesen 22 ponttal győzött. Az Eurovíziós Dalfesztiválon a dalt az előzetes sorsolás alapján először a május 14-i második elődöntő első felében adták volna elő, azonban március 18-án az Európai Műsorsugárzók Uniója bejelentette, hogy 2020-ban nem tudják megrendezni a versenyt a COVID–19-koronavírus-világjárvány miatt.

## Külső hivatkozások
- Dalszöveg (angol nyelven). Genius Lyrics
- A dal videóklippje. YouTube-videó, Ben Cristovao, 2020. január 20.